# Cristian Benavente
Pour les articles homonymes, voir Benavente (homonymie).
Cristian Benavente Bristol est un footballeur hispano-péruvien, né le 19 mai 1994 à Alcalá de Henares en Espagne. Il évolue au poste de milieu de terrain.

## Biographie

### Carrière en club

#### Début de carrière au Real Madrid
Né à Alcalá de Henares, Cristian Benavente rejoint à huit ans, le centre de formation du Real Madrid. À l'été 2013, alors qu'il est encore en équipe de jeunes, il est appelé par l'équipe B du Real Madrid pour la pré-saison de saison 2012-2013. Lors de cette même année, il est le meilleur buteur en Juvenil A, avec 18 buts.
En juillet 2013, il est promu en équipe B du Real Madrid et fait ses débuts professionnels le 24 août, en jouant les 11 dernières minutes d'un match perdu 0-1 à domicile contre l'AD Alcorcón, pour le championnat de Liga Adelante.

#### Découverte du football anglais
Le 17 juillet 2015, Cristian Benavente signe un contrat de deux ans avec le Milton Keynes Dons. Il fit ses débuts pour le club le 11 août 2015 lors de la victoire 2-1 en Capital One Cup contre Leyton Orient. Ne jouant que très peu, le club britannique libère Cristian Benavente de son contrat le 5 janvier 2016.

#### Premiers pas dans le championnat belge
Libre de tout contrat, il signe le 5 janvier 2016 pour deux ans avec option pour deux années supplémentaires au Sporting de Charleroi, en Belgique. Il marque son 1er but pour ses nouvelles couleurs le 30 janvier contre le KV Malines à la 88e min et offre par la même occasion la victoire aux siens (score final : 3-2).  
Cristian Benavente devient un titulaire indiscutable chez les "Carolos" lors de la saison 2017-2018 où il marque 11 buts et délivre quatre passes décisives toutes compétitions confondues. Ses bonnes performances poussent les dirigeants de Charleroi à prolonger son contrat de quatre saisons supplémentaires.
Lors de la saison 2018-2019, il continue d'enchaîner les bonnes prestations. Durant le 1er tour, il marque 10 buts toutes compétitions confondues et continue d'attirer les regards de clubs plus huppés.

#### Découverte de l'Égypte
Il quitte le Sporting de Charleroi le 22 janvier 2019 et signe pour trois ans et demi en Egypte, dans le club du Pyramids FC avec un salaire proche de deux millions d'euros net par saison. Lors de ses six premiers mois en Egypte, Cristian Benavente participe à 12 matches de championnat et marque trois buts.

#### Decouverte de la Ligue 1
Apres seulement quelques mois en Égypte, Cristian Benavente est prêté pour une saison avec option d'achat au FC Nantes, le 10 août 2019. Durant la saison 2019-2020, il ne participe qu'à 13 matches toutes compétitions confondues (aucun but marqué).

#### Retour en Belgique
Le FC Nantes n'ayant pas levé l'option d'achat, Cristian Benavente retourne au Pyramids FC. Il est de nouveau prêté avec option d'achat le 2 octobre 2020 à l'Antwerp, marquant ainsi son retour en Belgique.
Le 1er février 2021, il revient six mois au Sporting de Charleroi sous forme de prêt avec option d'achat.

#### Arrivée au Pérou
Christian Benavente signe en février 2022 à l'Alianza Lima. Il remporte en fin de saison le championnat du Pérou.

### Carrière en sélection

#### Parcours chez les jeunes
Cristian Benavente participe au championnat d'Amérique du Sud des moins de 20 ans en 2013 avec l'équipe du Pérou des moins de 20 ans.

#### En équipe A
Il participe ensuite aux éliminatoires de la Coupe du monde 2014 avec l'équipe du Pérou, disputant un match face à l'Argentine et un autre contre la Bolivie.
Absent de la sélection depuis octobre 2016, ses bonnes performances avec le Sporting de Charleroi lui permettent de retrouver son équipe nationale. Il ne fera malheureusement pas partie de la liste définitive pour le Mondial 2018 en Russie.

## Palmarès
Alianza Lima
- Championnat du Pérou (1) :
  - Champion : 2022.

## Statistiques
| Saison                | Club                  | Championnat           | Championnat | Championnat | Coupe nationale | Coupe nationale | Coupe de la Ligue | Coupe de la Ligue | Supercoupe | Supercoupe | Compétition(s) continentale(s) | Compétition(s) continentale(s) | Compétition(s) continentale(s) | Total | Total |
| Saison                | Club                  | Division              | M.          | B.          | M.              | B.              | M.                | B.                | M.         | B.         | Comp.                          | M.                             | B.                             | M.    | B.    |
| 2013-2014             | Real Madrid Castilla  | Segunda División      | 8           | 0           | -               | -               | -                 | -                 | -          | -          | -                              | -                              | -                              | 8     | 0     |
| 2014-2015             | Real Madrid Castilla  | Segunda División B    | 25          | 3           | -               | -               | -                 | -                 | -          | -          | -                              | -                              | -                              | 25    | 3     |
| Sous-total            | Sous-total            | Sous-total            | 33          | 3           | -               | -               | -                 | -                 | -          | -          | -                              | -                              | -                              | 33    | 3     |
| 2015-2016             | Milton Keynes Dons    | Championship          | 2           | 0           | 3               | 0               | -                 | -                 | -          | -          | -                              | -                              | -                              | 5     | 0     |
| Sous-total            | Sous-total            | Sous-total            | 2           | 0           | 3               | 0               | -                 | -                 | -          | -          | -                              | -                              | -                              | 5     | 0     |
| 2015-2016             | RSC Charleroi         | Jupiler Pro League    | 11          | 2           | -               | -               | -                 | -                 | -          | -          | -                              | -                              | -                              | 11    | 2     |
| 2016-2017             | RSC Charleroi         | Jupiler Pro League    | 25          | 4           | 3               | 2               | -                 | -                 | -          | -          | -                              | -                              | -                              | 28    | 6     |
| 2017-2018             | RSC Charleroi         | Jupiler Pro League    | 36          | 9           | 3               | 2               | -                 | -                 | -          | -          | -                              | -                              | -                              | 39    | 11    |
| 2018-2019             | RSC Charleroi         | Jupiler Pro League    | 22          | 9           | 2               | 1               | -                 | -                 | -          | -          | -                              | -                              | -                              | 24    | 10    |
| Sous-total            | Sous-total            | Sous-total            | 94          | 24          | 8               | 5               | -                 | -                 | -          | -          | -                              | -                              | -                              | 102   | 29    |
| 2018-2019             | Pyramids FC           | Premier League        | 12          | 3           | -               | -               | -                 | -                 | -          | -          | -                              | -                              | -                              | 12    | 3     |
| Sous-total            | Sous-total            | Sous-total            | 12          | 3           | -               | -               | -                 | -                 | -          | -          | -                              | -                              | -                              | 12    | 3     |
| Total sur la carrière | Total sur la carrière | Total sur la carrière | 140         | 30          | 13              | 5               | -                 | -                 | -          | -          | -                              | -                              | -                              | 153   | 35    |